# STS-114
STS-114 は、スペースシャトル・コロンビアの事故後に行われた、最初の「飛行再開（Return to Flight）」ミッションである。
2005年7月26日 10:39 EDT (14:39 UTC) にディスカバリーで打ち上げられた。コロンビア号事故からは907日（約29ヶ月）が経過していた。当初の打ち上げ予定は7月13日だったが外部タンクの燃料センサーの異常のため延期され、結局は解決しないまま打ち上げが承認された。
ミッションは2005年8月9日に完了し、ケネディ宇宙センターの天候不良のため、第二候補のカリフォルニア州エドワーズ空軍基地に着陸した。
コロンビア号の事故は、上昇中に外部タンクから脱落した破片の衝突が原因だが、同じ問題がディスカバリーの打ち上げ時に再発した。そのため NASA は7月27日に、シャトルの飛行を凍結して機体に修正を加えることを決定した。シャトルの飛行は2006年7月4日の STS-121 で再開された。

## 搭乗員
括弧内の数字は今回のフライトが何回目の飛行かをあらわす。
- アイリーン・コリンズ (4) - 船長
- ジェイムス・マクニール・ケリー（英語版） (2) - 操縦手 （空軍でのコールサインから、無線では "Vegas" と呼ばれることもある）
- 野口聡一 (1) - ミッション・スペシャリスト - JAXA
- スティーブン・ロビンソン（英語版） (3) - ミッション・スペシャリスト
- アンドリュー・トーマス (4) - ミッション・スペシャリスト
- ウェンディ・ローレンス (4) - ミッション・スペシャリスト
- チャールズ・カマーダ（英語版） (1) - ミッション・スペシャリスト

## ミッションのハイライト
STS-114 は、コロンビア号事故後の飛行再開ミッションであり、女性船長（アイリーン・コリンズは STS-93 の船長でもあった）による2回目の飛行である。当初はアトランティスで行われる予定だったが、アトランティスのブレーキシステムに不具合が見つかったため、ディスカバリーが使われることとなった。ディスカバリーは、17年前の飛行再開ミッション (STS-26) でも使われた機体である。

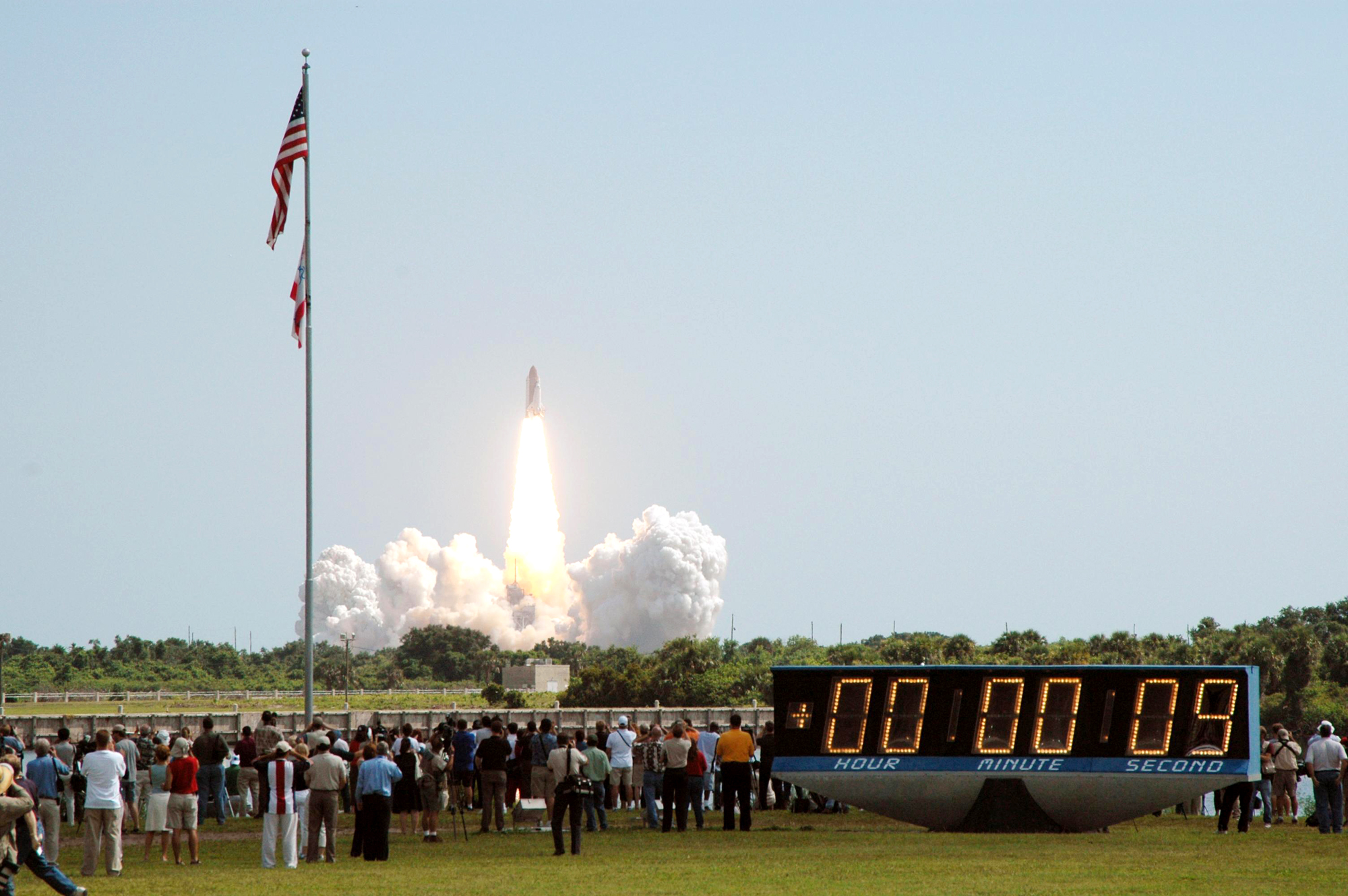
2005年7月26日 10:39、フロリダ州ケネディ宇宙センターから打ち上げられ上昇中のディスカバリー。

STS-114 では国際宇宙ステーション (ISS) への補給が行われた。しかし、ミッションの主な焦点は、新しい検査と修理技術を含む、シャトル飛行安全技術の評価とテストである。シャトルのロボットアームを 50フィート (15m) 延長して機器を取り付けた、センサ付き検査用延長ブーム（OBSS）が使われた。OBSS には、シャトルの熱防護システム（TPS）に問題がないか調べるためのカメラとレーザセンサ（LDRI）が取り付けられている。主翼の前縁やノーズキャップや乗員室に損傷が無いか、そのほか離陸上昇中に撮影されたビデオを見て「検査すべき」と判断された潜在的な問題領域が入念に検査された。
STS-114 は、LF-1(Logistics Flight 1) と呼ばれていた。ISS への補給を行う他、ISS の故障していたコントロール・モーメント・ジャイロ (CMG) を1台交換した。また STS-114 では、イタリア宇宙機関が製造した多目的補給モジュール「ラファエロ」や、船外保管プラットフォーム2 (ESP-2) も運搬された。「ラファエロ」が使われたのはこれが最後である。

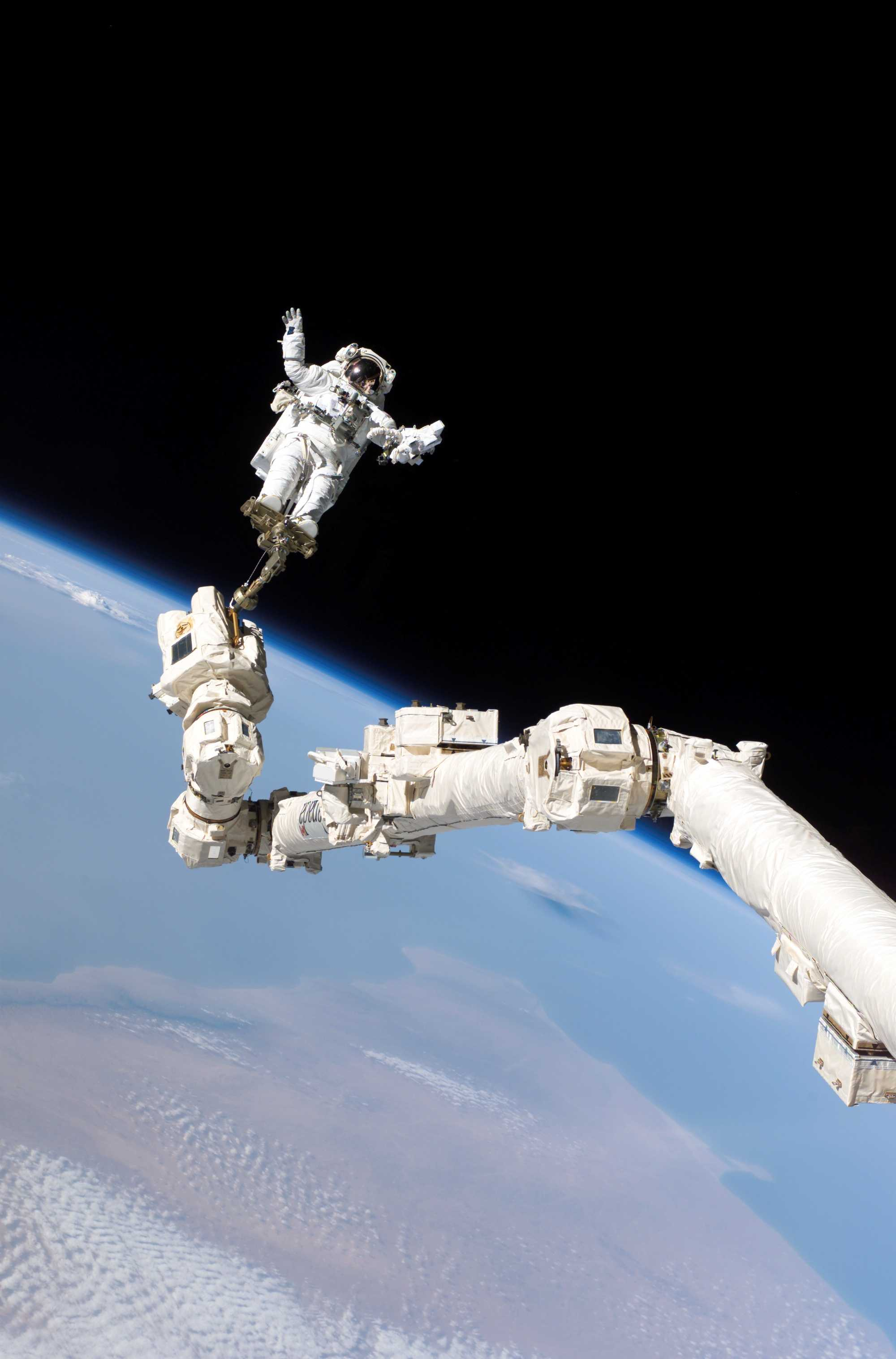
3回目の宇宙遊泳を行うロビンソン飛行士

ステーションにドッキングした状態で3回の宇宙遊泳が行われた。1回目では、シャトルの熱防護システムの修理テストが行われた。2回目では、故障したジャイロが交換された。3回目では、船外保管プラットフォームの取り付けとシャトルの修理が行われ、この修理はシャトルの飛行中に腹部のタイル面で行われたものとしては初めてであった。このシャトルの下面から飛び出しているタイル間の詰め物(ギャップフィラー)の調査と対処を3回目の宇宙遊泳で行うことが8月1日に発表された。8月3日の朝に宇宙遊泳が行われ、2つの詰め物はロビンソン飛行士が指で簡単に除去できた。同日、NASA の当局者は、オービタ左舷側の船長側窓のそばにあるサーマルブランケットを詳しく調査していると発表した。8月4日の報告では、ブランケットが膨らんだままでもオービタの再突入には問題無いことが風洞テストにより確認されたと発表された。
7月30日に、STS-114 の飛行期間を1日延長して、シャトルの飛行凍結期間に ISS の乗員がステーションを維持する手助けをディスカバリーの乗員が行う、と NASA は発表した。次にいつシャトルがステーションに来るのかはっきりしなくなったため、延長した日を使ってシャトルから ISS へ多くの機材が運び込まれた。
シャトルのハッチは ISS から分離する前夜に閉じられ、分離後には写真を撮るために ISS の近くを飛行した。
当初は2005年8月8日に大気圏再突入しケープカナベラルへ着陸する予定だったが、天候不良のために翌日に延期され、着陸地点もエドワーズ空軍基地に変更された。ディスカバリーの着陸は 08:11 EDT (05:11 PDT, 12:11 UTC) であった。

## 打ち上げ時の異常

シャトルの燃料タンクから断熱材が脱落するビデオ。

離床から約2.5秒後に、外部燃料タンクの先端付近に大きな鳥が衝突し、タンクの横を滑り落ちるのがビデオで撮影された。オービタに衝突したわけではなく、その時の速度もまだ遅かったため、NASA はミッションには影響はないと判断した。
固体ロケットブースタ (SRB) の分離直前に、前脚ドア付近から1.5インチ (38mm) ほどの耐熱タイルの破片が脱落した。破片が脱落したためタイル上に小さな白い領域が現われ、脱落した破片がビデオの1フレームに映っていた。3日目にISSから望遠カメラで撮影した画像をダウンロードして、破損したタイルが詳しく調べられた。技術者はこの領域を OBSS で点検するよう求め、フライトマネージャは4日目の7月29日に点検を行った。
離床から127.1秒後、SRB の分離から5.3秒後に、外部燃料タンクの PAL ランプから大きな破片が脱落した（左上のアニメを参照）。この破片は大きさが 36.3 x 11 x 6.7 インチ (922 x 279 x 170 mm)、重量が約 1 lbs (0.45 kg) でコロンビア号事故の原因となった断熱材の約半分と推測された。この破片はディスカバリーのオービタには衝突しなかった。外部タンクの分離後に撮影された写真からは、断熱材の脱落箇所が何箇所も見つかった。

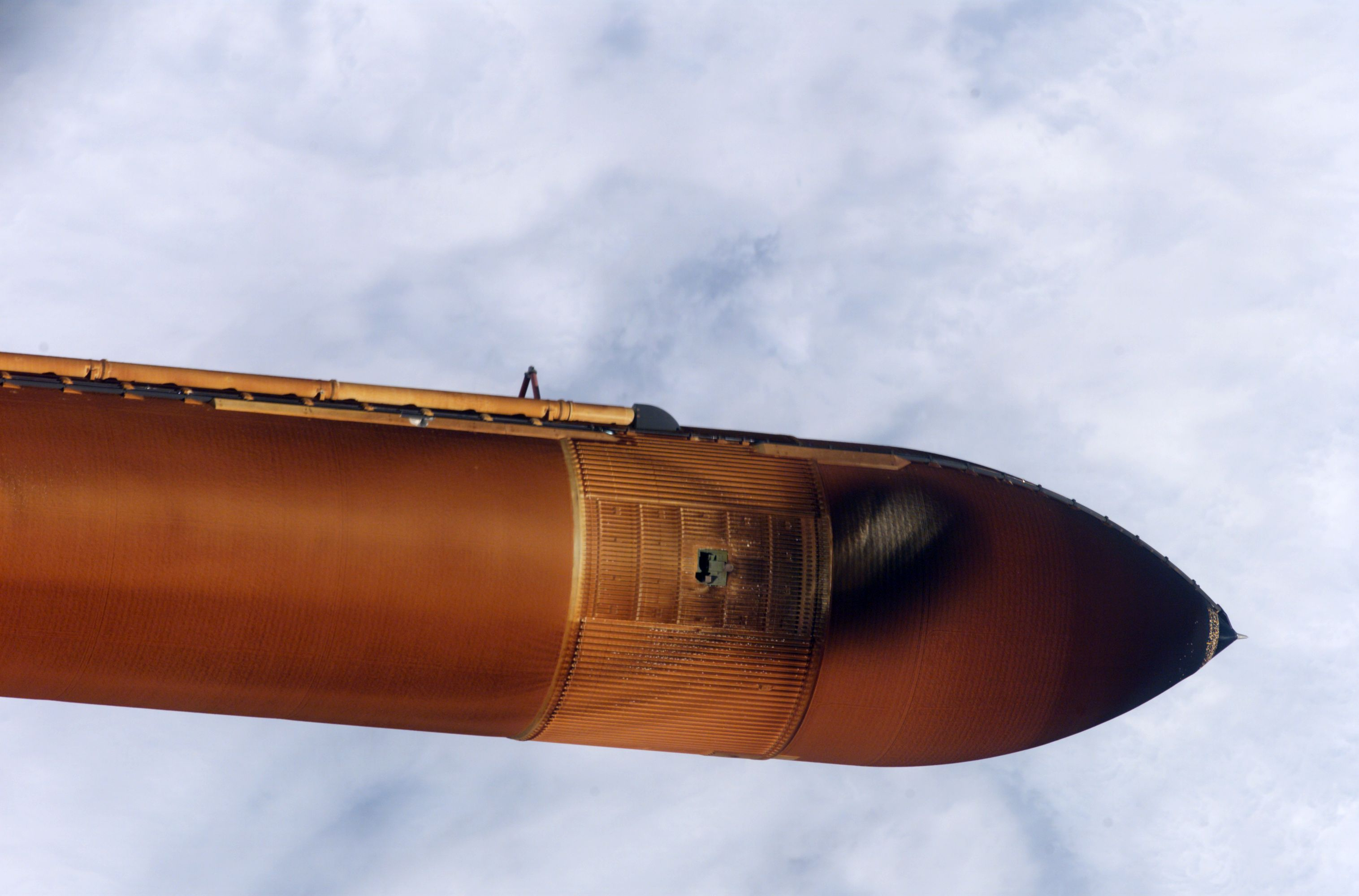
ディスカバリーから撮影された投棄後の外部燃料タンク。この画像では、タンクの上端近くの明るい箇所で液体酸素の供給配管沿いに断熱材が脱落している。

そのさらに約20秒後に、外部タンクから分離した断熱材の小さな破片がオービタの右翼に衝突した。断熱材の質量と衝突時の速度を元にした NASA の推測では、損傷が起こりうるエネルギーの10分の1にも満たなかった。OBSS を使ったレーザースキャンと画像診断を行ったが、損傷はまったく見つからなかった。
7月27日に NASA は、断熱材の脱落問題が解決するまで、シャトルの飛行をすべて延期すると発表した。しかし、検討の結果、PALランプを以後のフライトでは除去する事にした事と、ハリケーン・カトリーナがメキシコ湾岸を襲ったため、次のSTS-121の打ち上げは予想よりも遅れることになった。ロッキード・マーティン社のミシュー組立工場とミシシッピ州にあるNASAのステニス宇宙センターがハリケーン・カトリーナとその氾濫により損害を受け、STS-121の打上げは、結局1年後の2006年7月4日まで遅れた。

## 飛行中の修理

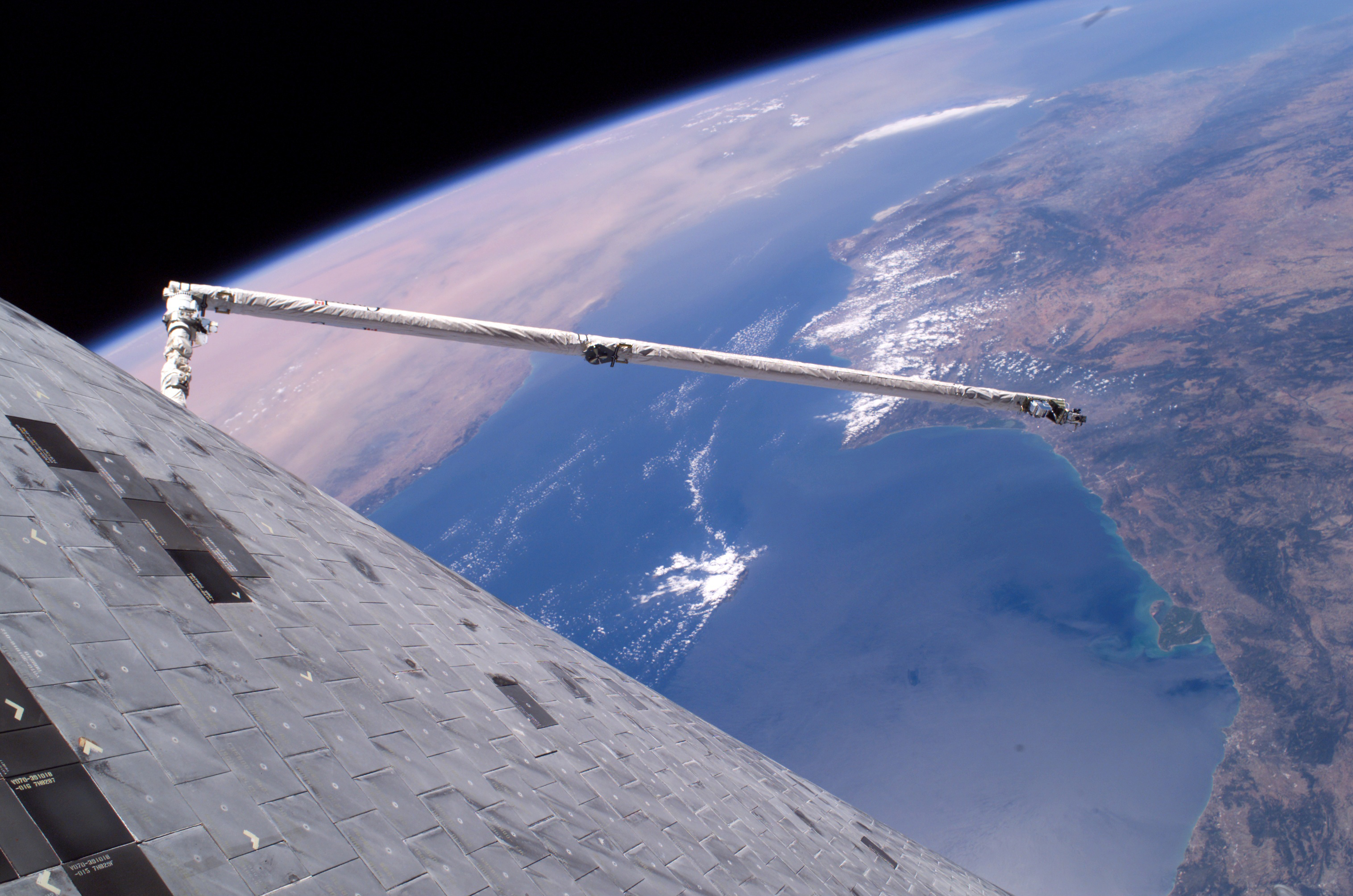
8月3日のスティーブン・ロビンソンによる劇的な船外活動時に初めて撮影された、地球の上に浮かぶディスカバリーの下面。ロビンソンは ISS のロボットアームに乗り、オービタの耐熱タイルの間から飛び出したギャップフィラーを取り除くことに挑んだ。

ミッションの3回目の船外活動では、写真撮影で判明したシャトル下面から飛び出しているギャップフィラー（耐熱タイル間の詰め物）の対処が行われた。NASA によると、これらのギャップフィラーにはそれぞれ別の目的があり、再突入には必要無い、ということであった。一つは固体燃料ブースタと外部燃料タンクの先端から発生する衝撃波により、タイルがチャタリングを起こさないようにするためのものである。もう一つは、タイルの隙間が広い箇所にあり、単純に隙間を狭くするためものであり、熱がシャトルに伝わらないようにするためのものである。このフィラーが無くても再突入時に問題が起きるほど温度は上昇しないだろう、と NASA は考えた（温度の上昇を抑えるためのもので、機体の設計寿命以上に繰り返し使った時にしか問題とならないはずである）。ギャップフィラーが再突入に必要無いことがわかり、単純にそれを取り除くことが認められた。フィラーの処理手順を含む概要は無線で乗員に伝えられ、シャトルで印刷された。また、NASA の地上要員が修理のデモを行っているビデオもアップロードされた。ビデオと12ページの手順書は、NASA のウェブサイトで公開されている。
3回目の EVA で、何の工具も必要とせず、1ポンド以下の力で両方のフィラーを取り除くことに成功した。スティーブン・ロビンソンによる作業の実況は、次の通りである。「フィラーを掴んだ。引っ張ると簡単に取れた。」・・・「この大きな問題は解決したようだ。」
フィラーを引き抜くことができない場合には、単純に突出部を切り落とすだけでもよかった。ギャップフィラーはセラミックが浸透した布製で堅く、弓のこ刃のような道具で簡単に切ることができる。ギャップフィラーが飛び出していると、オービタが再突入する時に下面での正常な層流が乱され乱流が発生する問題がある。乱流が発生すると、熱い空気と冷たい空気がかき混ぜられ、シャトルの温度に大きな影響を及ぼす。

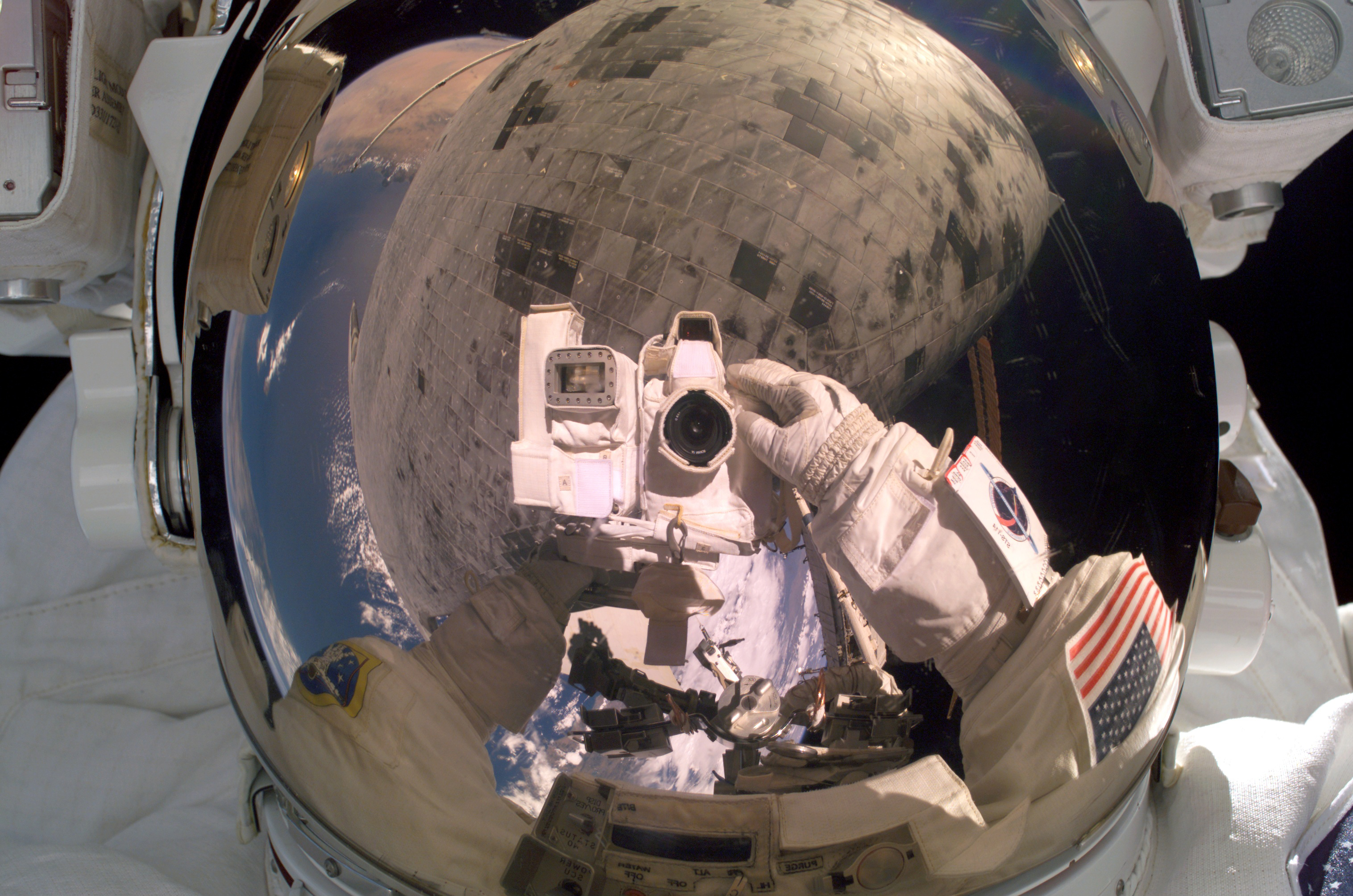
8月3日のディスカバリー「下面」での歴史的な修理作業で、ロビンソン飛行士がカメラを自分に向けている。シャトルの耐熱シールドと、ロビンソンが取り除いた一組のギャップフィラーがバイザーに写っている。

修理を行うという決定は、EVAを行う事でタイルを損傷させてしまう危険性と、飛び出したギャップフィラーをそのまま残しておく危険性との兼ね合いであった。それまでのミッションでもギャップフィラーが同じ程度に飛び出していたことも考えられるが、軌道上で観測されたことはなかった。ISS のアームを使ってスティーブン・ロビンソンをシャトルの下に運ばなければならない手順や、鋭い道具を使うことで宇宙服やタイルを傷つける恐れがあることも危険だと考えられた。修理を試みることで事態がより悪くなる可能性も深刻に考えられた。シャトルの下での活動は、シャトルアームとロビンソンのヘルメットに取り付けられたカメラでモニターされた。
以前のミッション、特に STS-28 でも、飛び出したギャップフィラーを取り除くことは問題点として認識されていた。飛行後の分析で、再突入時に観測された高温はギャップフィラーによって引き起こされたものではないかと特定されていた。STS-73 でも、ギャップフィラーの飛び出しは起きていた。

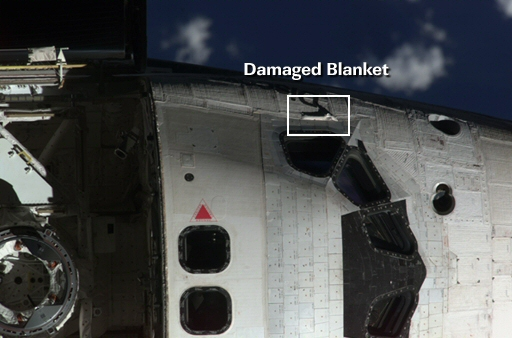
サーマルブランケットの損傷

左舷の船長側窓の下にあるサーマルブランケットが損傷し、それを取り去るかクリップする修理が検討された。NASA の行った風洞テストでは、再突入には影響が無く、4回目の船外活動は行われないことになった。

## ミッションの推移
この飛行記録は概要である。より詳しい記録は、"NASA Timeline of Significant Mission Events" を参照のこと。

### 2005年7月13日
- 11:55 EDT - 予定されていた3時間の保持後、カウントダウン再開。
- 12:01 EDT - 大きな拍手や歓声と共に、乗員は伝統的な AstroVan に乗り込み発射台に向かった。
- 12:30 EDT - 39B発射台に乗員が到着し、さらに乗船するためにホワイトルームへ移った。
- 13:32 EDT - LH2 燃料レベルセンサーに問題が見つかり、打ち上げ管制官により打ち上げの延期が決定された。
- 13:34 EDT - 乗員の降船が開始。
- 13:59 EDT - 乗員の降船が完了。

### 2005年7月14日
- 14:00 EDT - 昨夜行われた外部燃料タンク (ET) の排出後のトラブルシューティングを検討するミッション管理チームの技術的な会議。
- 14:45 EDT - 記者会見が行われる。打ち上げは早くても7月17日日曜日となる。この記者会見の間に、次に予定されているアトランティス STS-121 の準備は、ディスカバリーのセンサー問題に影響されていないことが確認された。これは、ミッションの緊急時の対策に影響を与えるかもしれない。

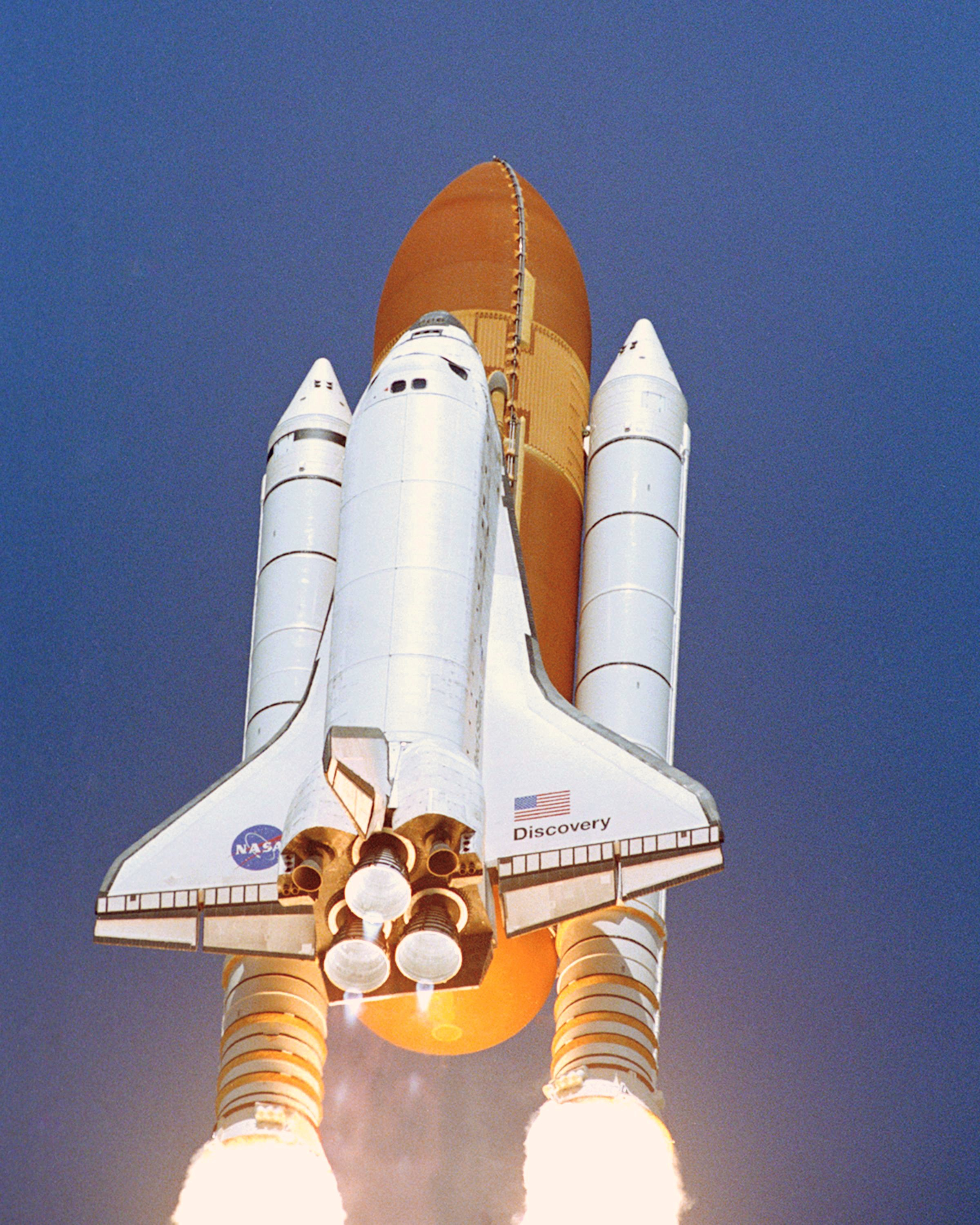
2005年7月26日 STS-114 ディスカバリーの打ち上げ

### 2005年7月26日
- 08:08 EDT: 乗船が完了。
- 09:00 EDT: シャトルのハッチ閉鎖。
- 09:24 EDT: T -20 分で待機。
- 09:34 EDT: T -20 分から再開。
- 09:45 EDT: T -9 分で待機。
- 10:27 EDT: 打ち上げ管制から続行が報告される。
- 10:30 EDT: T -9 分から再開。
- 10:35 EDT: T -4 分、APU の起動が完了。
- 10:39 EDT: 打ち上げ、タワーをクリア。
- 10:47 EDT: T +8 分、メインエンジン停止、予定通り外部燃料タンクを分離。

### 2005年7月28日
- 07:18 EDT: T +01:20:39 初のランデブー・ピッチ・マニューバを行った後、ISS へドッキング。

### 2005年7月30日

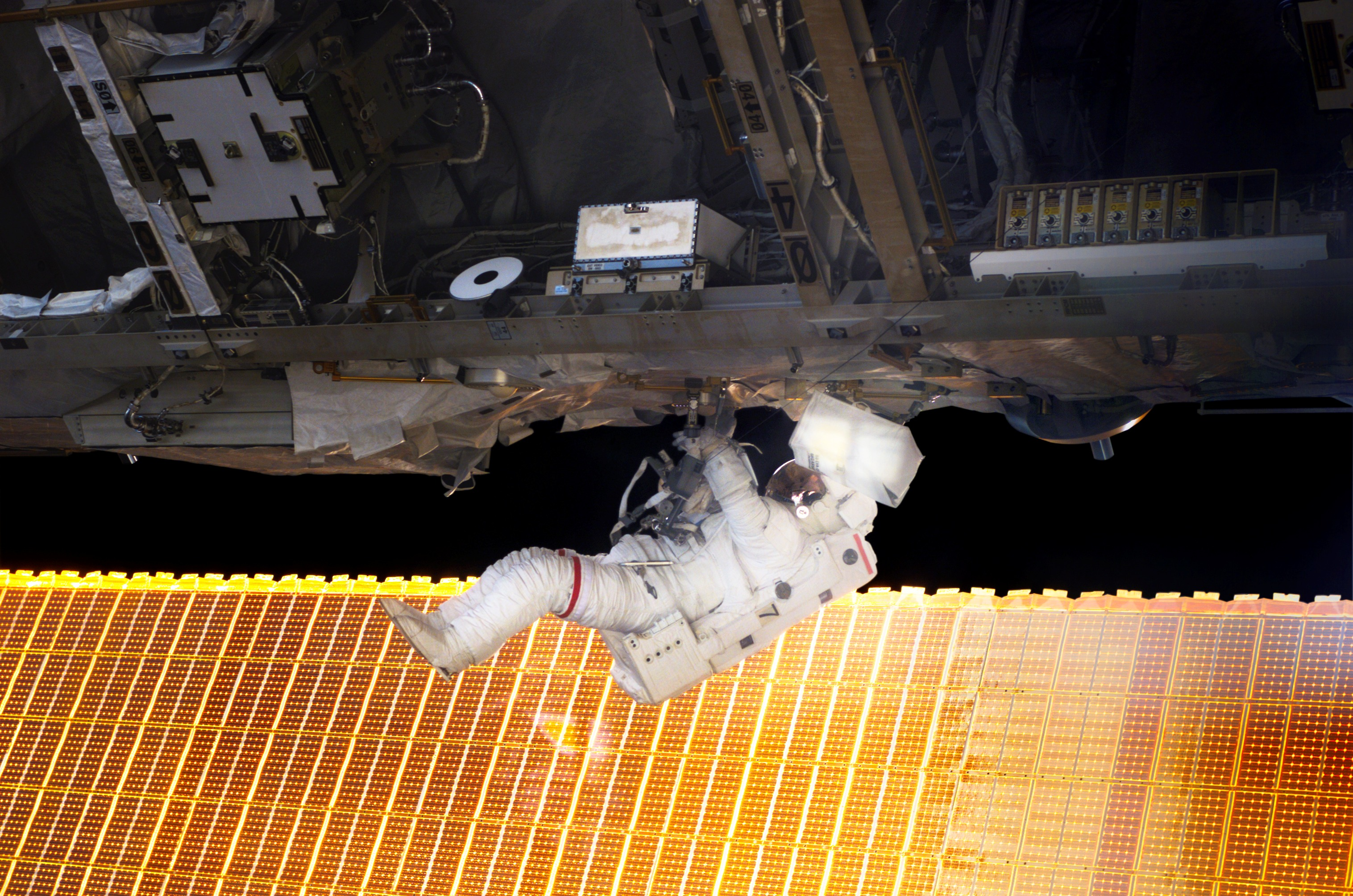
野口聡一の初のEVA

- 05:46 EDT: T +03:19:07 野口とロビンソンが1回目の宇宙遊泳を開始。
- 12:36 EDT: T +04:02:57 宇宙遊泳を完了（6時間50分）。

### 2005年8月1日
- 04:44 EDT: T +05:18:05 野口とロビンソンが2回目の宇宙遊泳を行い、CMG を交換。
- 11:14 EDT: T +06:00:35 宇宙遊泳を完了（6時間30分）。

### 2005年8月3日
- 04:48 EDT: T +07:18:09 野口とロビンソンが3回目の宇宙遊泳を開始。ロビンソンは、耐熱タイルの間から飛び出した2つのギャップフィラーを取り除く。野口は、太陽電池をテストする材料曝露実験装置とアマチュア無線実験装置PCSat2が装備されたMISSE-5をP6トラスの頂部に設置。
- 10:49 EDT: T +08:00:10 宇宙遊泳を完了（6時間1分）。

### 2005年8月6日
- 01:14 EDT: T+10:14:35 ISS の乗員に別れを告げ、ハッチが閉じられる。
- 03:24 EDT: T+10:16:45 オービタが ISS から分離。

### 2005年8月8日
- 03:20 EDT: T+12:16:41 ケネディ宇宙センターの上空に低い雲があるため、2回の着陸機会のうち1回目の中止を管制センターが決定。
- 05:04 EDT: T+12:18:25 2回目の着陸機会も中止し、着陸は後日に延期されることが決定される。現時点では、8月9日 05:07 EDT にケネディ宇宙センターへ着陸の予定である。フロリダが悪天候の場合には、カリフォルニアのエドワーズ空軍基地か、最後の手段ではニューメキシコのホワイトサンズ・ミサイル実験場に着陸させる。

### 2005年8月9日

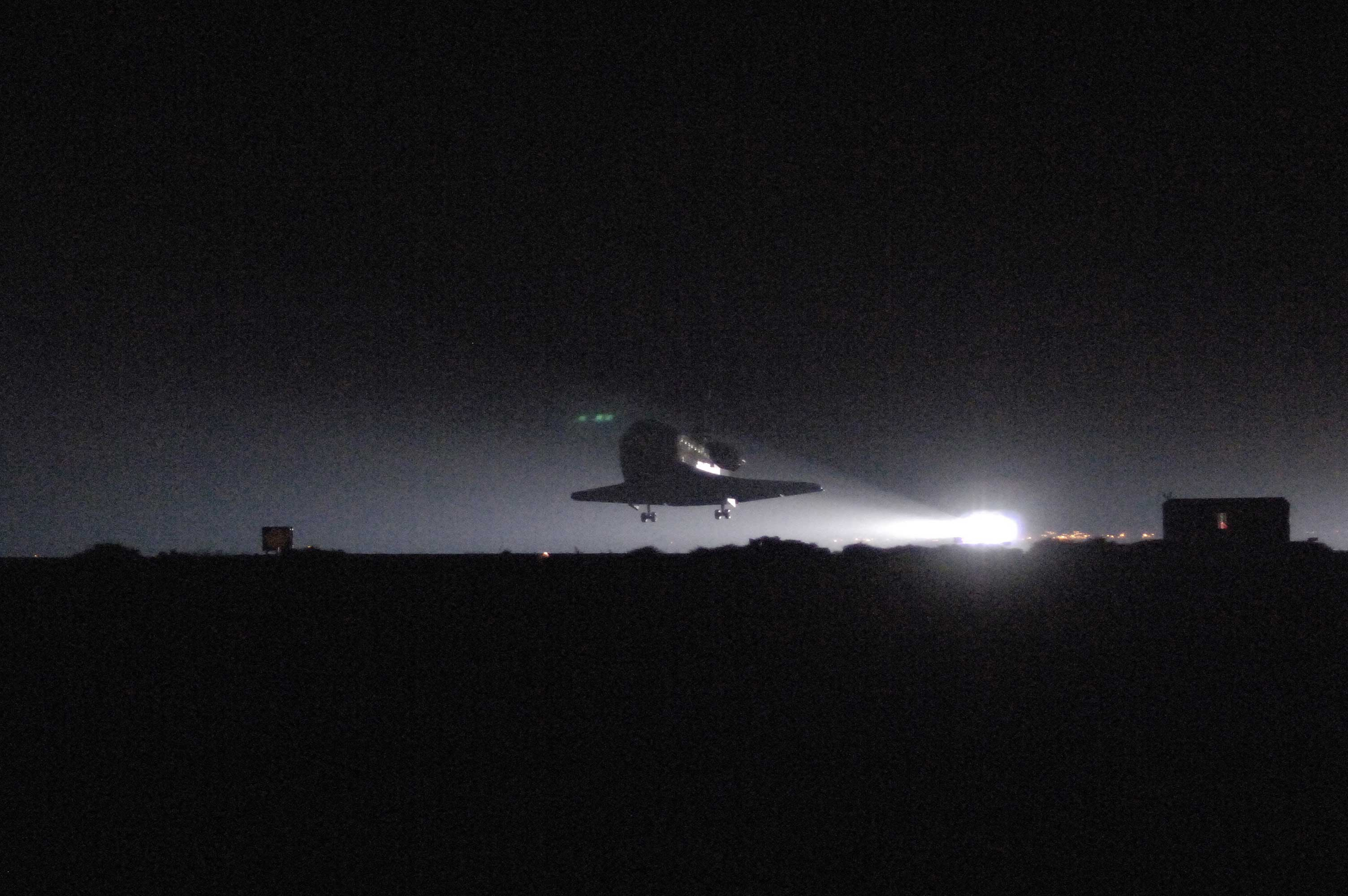
ディスカバリーの着陸

- 03:12 EDT: T+13:16:33 悪天候のため、1回目の着陸機会の中止を管制センターが決定。
- 05:03 EDT: T+13:18:24 KSC の周囲30海里の「安全地帯」に雷雨が発生しているため、2回目の着陸機会も中止される。ディスカバリーはカリフォルニアのエドワーズ空軍基地に着陸することになる。前回エドワーズ空軍基地に着陸したのは2002年6月19日の STS-111 で、その前は1991年9月18日の STS-48 だった。
- 06:43 EDT: T+13:20:04 CAPCOM (Ken Ham) がディスカバリーに「家に帰る時間だ」と告げる。
- 07:06 EDT: T+13:20:27 西インド洋上空マダガスカルの北方で、ディスカバリーが2分42秒の軌道離脱逆噴射を開始。
- 07:09 EDT: T+13:20:30 シャトルの速度を約300km/h減速させて、予定通りに逆噴射を完了。
- 07:28 EDT: T+13:20:49 シャトルの操縦の動力源として、APU が起動される。
- 07:40 EDT: T+13:21:01 ディスカバリーが地球の大気圏の影響を受け始める。
- 08:08 EDT: T+13:21:29 22番滑走路への最終進入に向けて、アイリーン・コリンズ船長がディスカバリーを操縦する。
- 08:11 EDT: T+13:21:32 ディスカバリーがエドワーズ空軍基地に着陸する。NASA の広報官が「ディスカバリーは家に戻った」と述べる。
- 08:12 EDT: T+13:21:33 アイリーン・コリンズが「車輪が停止した」と報告。
- 10:13 EDT: 乗員がシャトルから降りる。

## ミッション・パラメータ
- 質量:
  - 打上時: 121,483 kg
  - 着陸時: 102,913 kg
- 近地点: -
- 遠地点: 350.8 km
- 軌道傾斜角: 51.6°
- 速度: 27,661 km/h
- 周期: 91.6 分

## 緊急時の対策
STS-107 でコロンビア号を失って以来、将来のミッションでは、すぐに飛び立てるようにシャトルを準備して救出できるように備えておくことが考えられてきた。センサーの問題で打ち上げが延びる以前から、救出オプション（NASA では STS-300 と呼んでいた）が計画されていた。その計画によると、STS-114 の乗員は ISS にドッキングしたまま待機させ、回収のためにアトランティスを4人の乗員で打ち上げる、というものである。ディスカバリーは遠隔操作で太平洋に不時着させ、アトランティスで両機の乗員を連れ帰る。
別の救出オプションとしては、ロシアのソユーズ宇宙船を使うものがある。
プラウダによるロシアのエネルギアの重役の発言：「必要であれば、来年の1月と2月に3機のソユーズで9人の宇宙飛行士を連れて帰れるだろう」